# 袖蝶科
袖蝶科，有的学者把它包括在蛱蝶科内，称秞蛱蝶亚科。
中型，前翅长是宽的2倍，也叫长翅蝶，区别特征在于长而窄的前翅和鲜明的黑、红、黄、白色彩，也有种类以橙褐色为主。翅展6-10厘米。头大，触角细长。该科蝴蝶体内含有毒素，腹部细长，色彩反差明显，变异大。这一科的许多种蝶型相近，很难区分，尤其酷似绡蝶科的种类。成虫飞翔缓慢，经常群居在开阔的灌木丛中。
幼虫多数种类为黑色，少数种类为褐色、黄色、白色，体节多刺。取食西番莲科植物。世界巳知约8属86种。

## 分布
中美和热带南美，至美国南方。